# Кубряцька сільська рада
Кубря́цька сільська́ ра́да — колишній орган місцевого самоврядування в Веселинівському районі Миколаївської області. Адміністративний центр — село Кубряки.

## Загальні відомості
- Територія ради: 2,73 км²
- Населення ради: 749 осіб (станом на 2001 рік)

## Населені пункти
Сільській раді були підпорядковані населені пункти:
- с. Кубряки
- с. Гамове
- с. Іванівка

## Склад ради
Рада складалася з 12 депутатів та голови.
- Голова ради: Рибалко Сергій Анатолійович
- Секретар ради: Євдокимова Світлана Вікторівна

### Керівний склад попередніх скликань
| ПІБ                            | Основні відомості                                                         | Дата обрання | Дата звільнення |
| ------------------------------ | ------------------------------------------------------------------------- | ------------ | --------------- |
| Лопатньов Олександр Михайлович | Сільський голова, 1956 року народження, безпартійний                      | 26.03.2006   | 01.05.2007      |
| Лукасєвич Наталія Михайлівна   | Сільський голова, 1957 року народження, освіта вища, позапартійна         | 19.08.2007   | 31.10.2010      |
| Рибалко Сергій Анатолійович    | Сільський голова, 1973 року народження, освіта вища, член Партії регіонів | 31.10.2010   |                 |

Примітка: таблиця складена за даними сайту Верховної Ради України